# Kationty V. třídy
Kationty V. třídy je skupina kationtů sulfanové zkoušky srážecí analýzy. Do V. třídy patří Na+, K+, NH4+, Li+ a Mg2+. Nesrážejí se žádným z činidel sulfanové zkoušky. Dále se již nedělí a dokazují se vedle sebe. Někdy je nutné kationty V. třídy dokazovat jako první, jelikož například sodovým výluhem při dělení aniontů a kationtů se do vzorku dostává sodík anebo při dělení II. a III. třídy kationtů se do vzorku dostává NH4+.

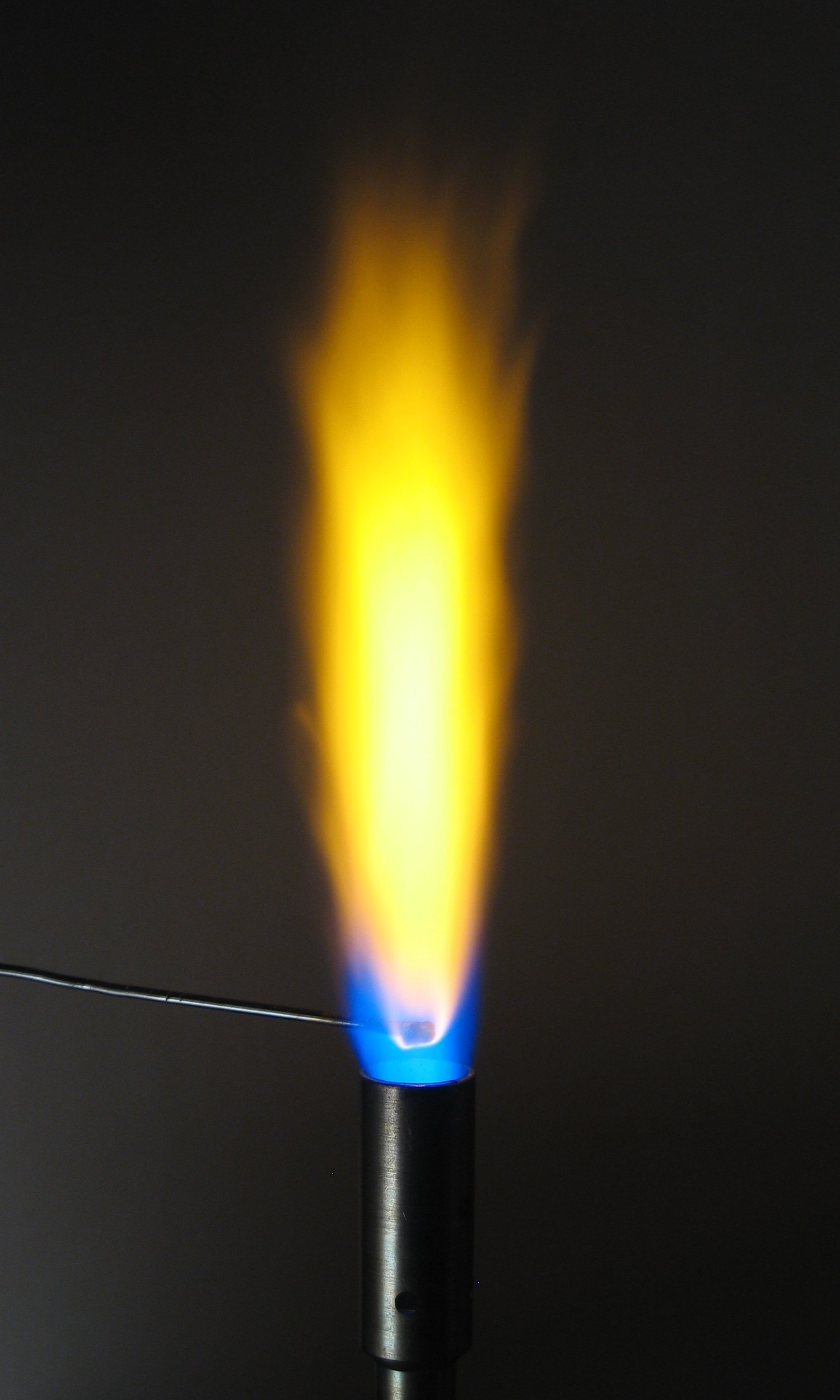
Sodík, zkouška v plameni

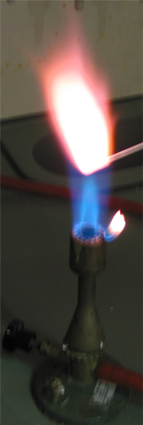
Draslík, zkouška v plameni

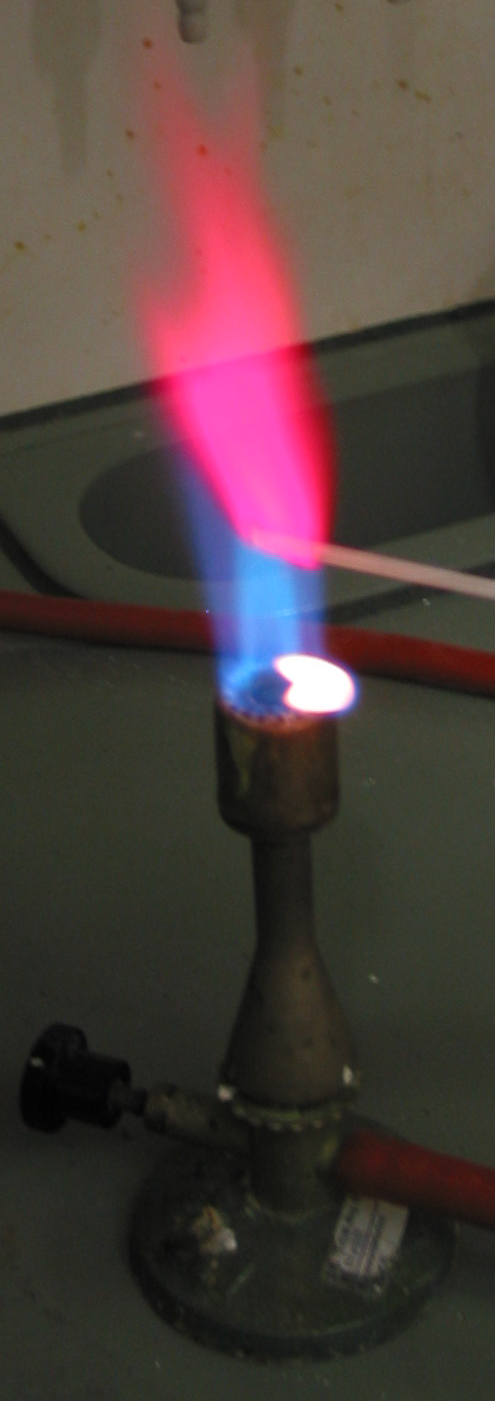
Lithium, zkouška v plameni

## Důkazy

### Důkazy Na+
Při plamenové zkoušce zbarví plamen do žluta
Hexahydroxoantimoničnan draselný K[Sb(OH)6] sráží sodné kationty jako bílou sraženinu Na[Sb(OH)6]
S octanem uranylo-zinečnatým poskytuje žlutou sraženinu NaZn(UO2)3(CH3COO)9·9H2O

### Důkazy K+
Při plamenové zkoušce zbarví plamen do růžovofialova
Kyselina chloristá sráží dostatečně koncentrovaný roztok draselných kationtů jako bílou sraženinu KClO4.

### Důkazy NH4+
Amonné soli jsou za varu s alkalickým hydroxidem rozkládány za uvolnění charakteristicky zapáchajícího amoniaku, barvícího indikátorový papírek do modra.

### Důkazy Li+
Při plamenové zkoušce zbarví plamen karmínově červeně
Fosforečnan sodný sráží v slabě alkalickém prostředí lithné kationty jako bílou krystalickou sraženinu Li3PO4.

### Důkazy Mg2+
V silně zásaditém prostředí vzniká sraženina Mg(OH)2
Titanová žluť zbarví hydroxid hořečnatý červeně
8-hydroxychinolin dává v amoniakálním prostředí žlutou sraženinu